# Dvojka
Dvojka (:2, antes STV2) es el segundo canal nacional eslovaco perteneciente y operado por STVR, basado en documentales, minorías nacionales, magacines y películas europeas de calidad.

## Historia
El canal inició emisiones el 1 de enero de 1993, tras la disolución de Checoeslovaquia y la transformación de Československá televize.
STV se vio envuelta en una serie de cambios administrativos, y una de las propuestas de 1996 fue privatizar la segunda cadena y trasladarla íntegramente a la televisión por cable y satélite. Un postor favorable al gobierno, PRO TV, obtuvo la licencia en junio de 1997, pero el 26 de junio, el gobierno aprobó una ley que detuvo su privatización.
De acuerdo con el "nuevo comienzo" de STV bajo el lema "Televisión que te mira" en la noche del 1 de enero de 2004 dirigida por Richard Rybníček, STV2 pasó a llamarse Dvojka apuntando a un público nicho, con la mayoría de la programación cultural, deportiva y de minorías/regionales trasladada a este canal. Hasta entonces, el canal sirvió principalmente como depositario de repeticiones del primer canal. El canal anunció nuevos programas de entrevistas culturales ( Anjeli strážni , Literárne oko , Pod lampou ), servicios de noticias regionales ( Regionalny denník Regionálne správy ) alimentados por los estudios de Košice, Banska Bystrica y Bratislava, un programa mensual de tres horas presentado desde las regiones de Eslovaquia ( Vitajte u nás… ) y una variedad de importaciones internacionales, así como cobertura de las ligas nacionales de fútbol y hockey y eventos deportivos internacionales clave. Durante la noche (aproximadamente después de la medianoche), Dvojka presentó grabaciones de las sesiones del gobierno.
Dvojka inició emisiones en 2007 en TDT.
El 1 de diciembre de 2022, el canal comenzó a transmitir las 24 horas del día.
En 2011, el canal pasó a estar controlado por Rozhlas a televízia Slovenska, debido a la fusión entre STV y Slovenský rozhlas; hasta 2024, cuando RTVS fue reemplazado por el actual ente público Slovenská televízia a rozhlas.

## Imagen corporativa

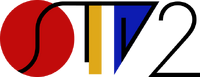
1993 - 1996
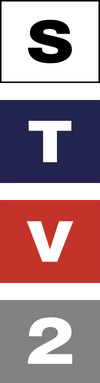
1996 - 1999
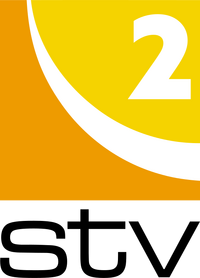
1999 - 2001
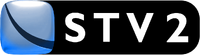
2001 - 2004
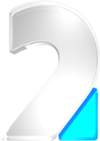
2004 - 2012
Desde 2012[6]